# Dinonemertes
Dinonemertes is een geslacht van snoerwormen. Het werd in 1906 opgericht door Frank Fortescue Laidlaw voor de nieuwe soort Dinonemertes investigatoris die nabij de Laccadiven was ontdekt.

## Soorten[2]
- Dinonemertes alberti (Joubin, 1906)
- Dinonemertes arctica Korotkevich, 1977
- Dinonemertes grimaldii (Joubin, 1906)
- Dinonemertes investigatoris Laidlaw, 1906
- Dinonemertes mollis sensu Coe, 1926
- Dinonemertes shinkaii Kajihara & Lindsay, 2010